# Fiestas de Maldivas
- 1 de enero. Primer día del año.
- 26 de julio. Día de la independencia de los británicos en 1965.
- 3 de noviembre. Día de la victoria, contra el atentado terrorista de 1988.
- 11 de noviembre. Día de la República. (1968)
- Día Nacional. El primer día de Rabee-ul-Awal. Día de la victoria sobre los portugueses en 1578.
- Día de Marty. Muerte del sultán Ali VI en manos de los portugueses en 1558.
- Día de Huravee. Derrota de los malabares en 1752.
- Año Nuevo Musulmán. Primer día de Shav val. Primer mes del calendario musulmán.
- Eid-ul-Fitr/Kuda Id. Luna Nueva después del Ramadán.
- Eid al Azha. Dos meses y 10 días después del Ramadán.
- Julio-Agosto. Aniversario del profeta Muhammad.